# 전태풍
전태풍(田颱風, 1980년 7월 3일~)은 미국 태생의 대한민국으로 귀화한 전 농구 선수이다. 귀화 전 이름은 토니 애킨스(영어: Tony Akins). 풀네임은 앤서니 주얼 애킨스(영어: Anthony Jewell Akins)이다. 2009년 KBL 귀화 혼혈 선수 드래프트에서 1순위로 지명되었다. 드리블 능력이 출중하다. 이후 2020년 서울 SK 나이츠를 끝으로 그 해 3월 24일 현역 은퇴를 선언했다. 은퇴 후에는 유튜버와 방송인으로 활동하고 있다. 현재 거주지는 경기도 용인시이다.

## 경력
- 2009년~2012년: 전주 KCC 이지스
- 2012년~2013년: 고양 오리온스
- 2013년~2015년: 부산 KT 소닉붐
- 2015년~2019년: 전주 KCC 이지스
- 2019년~2020년: 서울 SK 나이츠

## 가족 관계
- 배우자: 미나 터너
  - 장남: 전태용
  - 장녀: 전하늘
  - 차남: 전태양